# Woimbey
Woimbey település Franciaországban, Meuse megyében. Lakosainak száma 130 fő (2022. január 1.). Woimbey Bannoncourt, Bouquemont, Lacroix-sur-Meuse, Lahaymeix, Thillombois és Troyon községekkel határos.

## Népesség
A település népessége az elmúlt években az alábbi módon változott:
| Lakosok száma | 186  | 120  | 120  | 108  | 119  | 125  | 122  | 123  | 126  | 130  |
|               | 1968 | 1982 | 1990 | 2006 | 2013 | 2015 | 2017 | 2019 | 2020 | 2022 |